# Liste des ouvrages architecturaux de Dalat

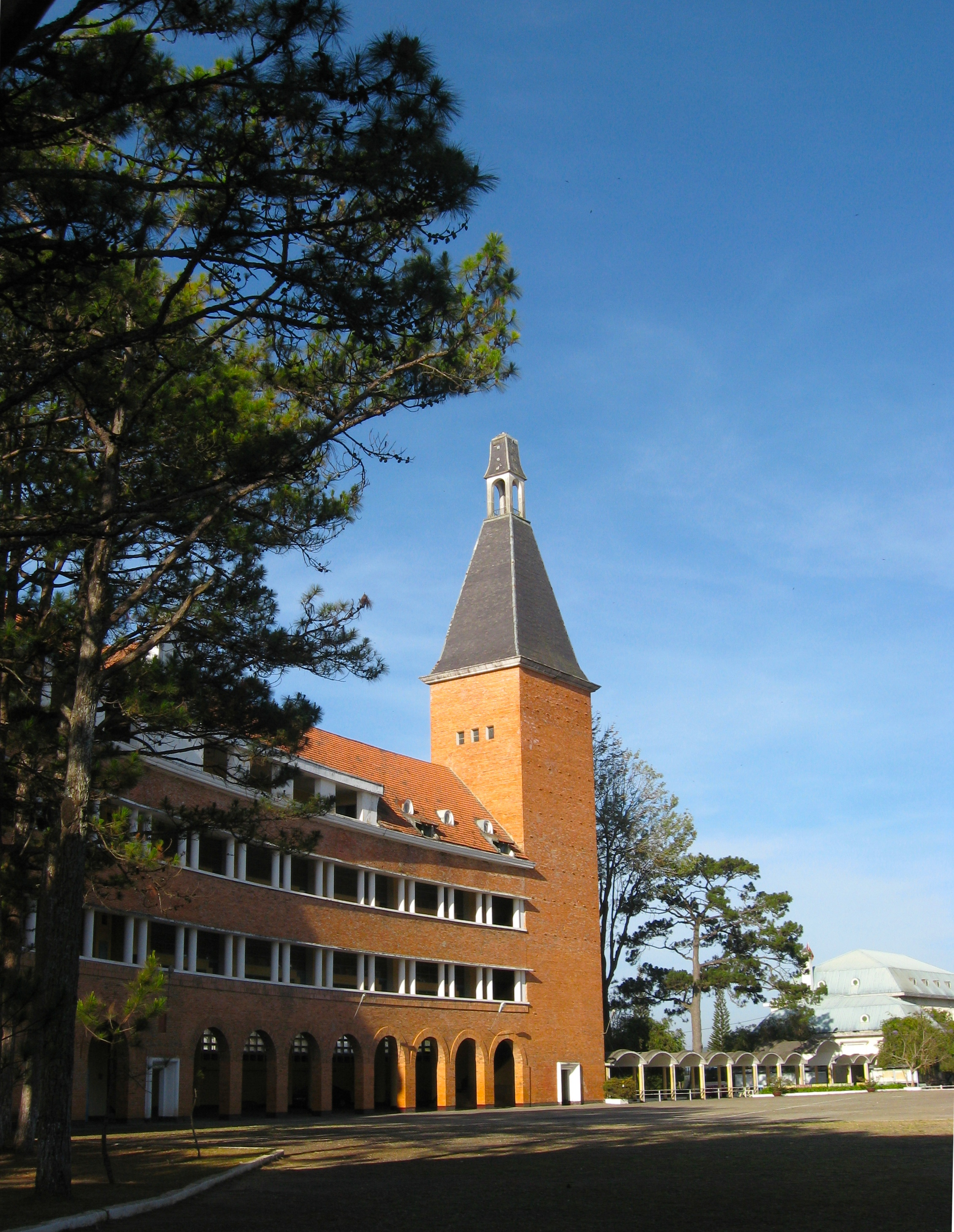
L'École de pédagogie, l'un des ouvrages les plus célèbres de la ville.

Dotée d'une architecture unique et de valeur, la Ville de Dalat se présente comme un musée de l'architecture européenne du 20e siècle. Ses ouvrages architecturaux furent en grande partie construits pendant la période de la naissance de la ville à l'époque coloniale. Les ouvrages de cette période réflètent les styles architecturaux européens comme l'architecture romane, l'architecture gothique, l'architecture néoclassique française... Après l'année 1954, les architectes vietnamiens ont apporté leurs propres contributions sous forme d'œuvres aux allures modernes et aux traits plus fins. Au fil du temps, les styles architecturaux des ouvrages ont aussi évolué, allant de l'architecture coloniale initiale simple au néoclassicisme et au style moderne... Certains bâtiments de Dalat présentent même une combinaison de l'architecture occidentale avec l'architecture autochtone. Il existe en outre de nombreux temples et pagodes aux traits profondément orientaux, contribuant ainsi à la diversité architecturale de la ville.

## Liste
| Ouvrages                                                         | Ouvrages                                                         | Ouvrages                                                         | Ouvrages                               | Ouvrages | Construction     | Désignation ancienne                                 | Adresse                       | Note |
| Établissements d’État                                            |                                                                  |                                                                  |                                        |          |                  |                                                      |                               | |
| Entreprise de cartographie de Dalat                              |                                                                  |                                                                  |                                        |          | 1939 – 1943      | Service de géographie indochinois                    | 14 rue Yersin                 | |
| Société des vaccins Pasteur de Dalat                             |                                                                  |                                                                  |                                        |          | 1932 – 1936      | Institut Pasteur de Dalat                            | 18 rue Lê Hồng Phong          | |
| Institut de biologie des Hauts-plateaux                          |                                                                  |                                                                  |                                        |          | 1948 – 1952      | Monastère des Rédemptoristes                         | 116 rue Xô Viết Nghệ Tĩnh     | |
| Institut de recherche nucléaire de Dalat                         |                                                                  |                                                                  |                                        |          | 1961 – 1962      | Centre de recherche atomique de Dalat                | 1 rue Nguyên Tử Lực           | |
| Département des impôts de Lam Dong                               |                                                                  |                                                                  |                                        |          | 1915             | Trésorerie                                           | 1 rue Trần Phú                | |
| Comité populaire de la province de Lam Dong                      |                                                                  |                                                                  |                                        |          | 1930             | Palais du gouverneur de la Cochinchine               | 4 rue Trần Hưng Đạo           | |
| Utilités publiques                                               |                                                                  |                                                                  |                                        |          |                  |                                                      |                               | |
| Gare de Dalat                                                    | Gare de Dalat                                                    | Gare de Dalat                                                    | Gare de Dalat                          |          | 1932 – 1938      | Gare de Dalat                                        | 1 rue Quang Trung             | |
| Marché de Dalat                                                  | Marché de Dalat                                                  | Marché de Dalat                                                  | Marché de Dalat                        |          | 1955 – 1958      |                                                      | Rue Nguyễn Thị Minh Khai      | |
| Nhà hàng Thuỷ tạ (Restaurant lacustre)                           | Nhà hàng Thuỷ tạ (Restaurant lacustre)                           | Nhà hàng Thuỷ tạ (Restaurant lacustre)                           | Nhà hàng Thuỷ tạ (Restaurant lacustre) |          | Les années 1930  | Autre nom: Grenouillère                              | Lac de Xuân Hương             | |
| Hôtels                                                           |                                                                  |                                                                  |                                        |          |                  |                                                      |                               | |
| Hôtel Dalat Palace                                               | Hôtel Dalat Palace                                               | Hôtel Dalat Palace                                               |                                        |          | 1916 – 1922      | Langbian Palace, Dalat Sofitel Palace                | 12 rue Trần Phú               | |
| Hôtel Dalat du Parc                                              | Hôtel Dalat du Parc                                              | Hôtel Dalat du Parc                                              |                                        |          | 1922 – 1932      | Novotel Dalat, Mercure Dalat du Parc                 | 7 rue Trần Phú                | |
| Hôtel Du lịch Công Đoàn                                          | Hôtel Du lịch Công Đoàn                                          | Hôtel Du lịch Công Đoàn                                          |                                        |          | 1936             | Villa du Docteur Lemoine                             | 1 rue Yersin                  | |
| Établissements scolaires                                         |                                                                  |                                                                  |                                        |          |                  |                                                      |                               | |
| Trường Cao đẳng Sư phạm Đà Lạt (Ecole de pédagogie)              | Trường Cao đẳng Sư phạm Đà Lạt (Ecole de pédagogie)              | Trường Cao đẳng Sư phạm Đà Lạt (Ecole de pédagogie)              |                                        |          | 1929 – 1941      | Lycée Yersin                                         | 29 rue Yersin                 | |
| Trường Phổ thông Dân tộc Nội trú (Lycée des minorités ethniques) | Trường Phổ thông Dân tộc Nội trú (Lycée des minorités ethniques) | Trường Phổ thông Dân tộc Nội trú (Lycée des minorités ethniques) |                                        |          | 1934 – 1936      | Lycée Couvent des Oiseaux                            | 2 rue Huyền Trân Công Chúa    | |
| Service de l’Education de Lam Dong                               | Service de l’Education de Lam Dong                               | Service de l’Education de Lam Dong                               |                                        |          | 1941             | Lycée du Sacré-Cœur, Lycée Adran                     | 1 rue Lương Thế Vinh          | |
| Université de Dalat                                              | Université de Dalat                                              | Université de Dalat                                              |                                        |          | 1957             | Viện Đại học Đà Lạt                                  | 1 rue Phù Đổng Thiên Vương    | |
| Centre de formation de l’Institut de recherche nucléaire         | Centre de formation de l’Institut de recherche nucléaire         | Centre de formation de l’Institut de recherche nucléaire         |                                        |          | Inauguré en 1957 | Collège pontifical Pie X (Giáo hoàng Học viện Pie X) | 13 rue Đinh Tiên Hoàng        | |
| Palais                                                           |                                                                  |                                                                  |                                        |          |                  |                                                      |                               | |
| Palais I                                                         | Palais I                                                         | Palais I                                                         |                                        |          | Années 1920      | Palais Bảo Đại, Palais du Chef de l’État             | Rue Trần Quang Diệu           | |
| Palais II                                                        | Palais II                                                        | Palais II                                                        |                                        |          | 1933 – 1937      | Palais du Gouverneur général                         | Rue Trần Hưng Đạo             | |
| Palais III                                                       | Palais III                                                       | Palais III                                                       |                                        |          | 1933 – 1938      | Palais Bảo Đại                                       | Rue Triệu Việt Vương          | |
| Centre National IV des Archives                                  | Centre National IV des Archives                                  | Centre National IV des Archives                                  |                                        |          | 1958             | Biệt điện (Villa) Trần Lệ Xuân                       | 2 rue Yết Kiêu                | Le Centre abrite, entre autres, une collection de plaques de xylographie (Nguyễn dynastie) inscrite au registre "Mémoire du monde" de l'UNESCO. |
| Musée provincial de Lam Dong                                     | Musée provincial de Lam Dong                                     | Musée provincial de Lam Dong                                     |                                        |          | 1932             | Palais Nguyễn Hữu Hào                                | 4 rue Hùng Vương              | |
| Établissements religieux                                         |                                                                  |                                                                  |                                        |          |                  |                                                      |                               | |
| Cathédrale de Dalat                                              | Cathédrale de Dalat                                              | Cathédrale de Dalat                                              |                                        |          | 1931 – 1942      | Autre nom: Eglise du coq (Nhà thờ con gà)            | 15 rue Trần Phú               | |
| Eglise Domaine de Marie                                          | Eglise Domaine de Marie                                          | Eglise Domaine de Marie                                          |                                        |          | 1940 – 1943      | Autre nom: Eglise Mai Anh                            | 1 rue Ngô Quyền               | |
| Eglise Cam Ly                                                    | Eglise Cam Ly                                                    | Eglise Cam Ly                                                    |                                        |          | 1960 – 1966      | Autre nom: Nhà thờ Sơn cước                          | 1A rue Nguyễn Khuyến          | |
| Eglise Protestante de Dalat                                      | Eglise Protestante de Dalat                                      | Eglise Protestante de Dalat                                      |                                        |          | 2011 – 2012      | Ancienne église construite de 1936 à 1942            | 72 rue Nguyễn Văn Trỗi        | |
| Pagode Linh Quang                                                | Pagode Linh Quang                                                | Pagode Linh Quang                                                |                                        |          | 1965             | Autre nom: Linh Quang Tổ đình                        | 133 rue Hai Bà Trưng          | |
| Pagode Linh Sơn                                                  | Pagode Linh Sơn                                                  | Pagode Linh Sơn                                                  |                                        |          | 1938 – 1940      |                                                      | 120 rue Nguyễn Văn Trỗi       | |
| Pagode Linh Phong                                                | Pagode Linh Phong                                                | Pagode Linh Phong                                                |                                        |          | 1946 – 1962      |                                                      | 72C rue Hoàng Hoa Thám        | |
| Pagode Linh Phước                                                | Pagode Linh Phước                                                | Pagode Linh Phước                                                |                                        |          | 1949             | Autre nom: Chùa Ve Chai                              | 120 rue Tự Phước              | |
| Temple Thiên Vương Cổ Sát                                        | Temple Thiên Vương Cổ Sát                                        | Temple Thiên Vương Cổ Sát                                        |                                        |          | 1958 – 1995      | Autre nom: Chùa Tàu                                  | 385 rue Khe Sanh              | |
| Thiền viện Trúc Lâm (Trúc Lâm buddhist zen centre)               | Thiền viện Trúc Lâm (Trúc Lâm buddhist zen centre)               | Thiền viện Trúc Lâm (Trúc Lâm buddhist zen centre)               |                                        |          | 1993 – 1994      |                                                      | Núi Phụng Hoàng, hồ Tuyền Lâm | |
| Temple Cao dai: Thánh thất Đa Phước                              | Temple Cao dai: Thánh thất Đa Phước                              | Temple Cao dai: Thánh thất Đa Phước                              |                                        |          | 2005 – 2010      | Autre nom: Thánh thất Đà Lạt                         | 330 rue Tự Phước              | |
| Autres                                                           |                                                                  |                                                                  |                                        |          |                  |                                                      |                               | |
| XQ Sử quán (Galerie de la broderie XQ)                           | XQ Sử quán (Galerie de la broderie XQ)                           |                                                                  |                                        |          | Inauguré en 2001 |                                                      | 258 rue Mai Anh Đào           | |
| Mausolée Nguyễn Hữu Hào                                          | Mausolée Nguyễn Hữu Hào                                          |                                                                  |                                        |          | 1939             |                                                      | Rue Hoàng Văn Thụ             | |
| Villa Hằng Nga                                                   | Villa Hằng Nga                                                   |                                                                  |                                        |          | 1989 – 1990      | Autre nom: Ngôi nhà quái dị, Lâu đài mạng nhện       | 3 rue Huỳnh Thúc Kháng        | |